# Isodiscodes renovata
Isodiscodes renovata là một loài bướm đêm trong họ Geometridae.